# Galla
Galla er den fornemste formelle påklædning. Militære og andre, som er i hoffets tjeneste, er ikke i tvivl om deres påklædning, når en invitation foreskriver galla:
Gallauniform eller kjole og hvidt.
Galla betyder lang kjole for kvinder. Gallakjolen skal være hellang. Kongelige og adelige inspirerede med store pompøse "rokoko"kjoler, der viste rigdom og status. I dag bærer dronningen og de kongelige kvinder lange gallakjoler,
hvis det står på invitationen som dresscode.
Foreskriver indbydelsen smoking skal damerne bære selskabskjoler eller aftenkjoler. Så skal festkjolen i modsætning til gallakjolen have mindre vidde og være hellang eller gå et stykke under knæene, så den er tækkelig.
Smoking er ikke beregnet til kirkebryllupper.
Udtrykket "galla" anvendes desuden om det bal, som elever på landets gymnasier afholder ved afslutningen af deres sidste skoleår.